# Heizungsmonitoring
Unter Heizungsmonitoring versteht man die Aufzeichnung der Temperaturverläufe der Wärmeverteilung einer Heizanlage, Analyse dieser Trendwerte und Erarbeitung verbesserter Reglerparameter für eine optimierte Anlagenfahrweise. Damit wird eine energieoptimierte Parametrierung des Heizungsreglers möglich. Heizungsmonitoring ist bei Heizungsgroßanlagen (mit Gebäudeleittechnik) weit verbreitet. Im Anlagensegment 50 kW bis 1 MW Nennleistung wird dem Thema aktuell kaum Bedeutung zugemessen. Heizungsmonitoring und bedarfsoptimierte Reglerparametrierung sind Möglichkeiten zur Verbesserung der Energieeffizienz von Heizanlagen.
Das Temperaturmonitoring von Heizanlagen wird von dafür qualifizierten Ingenieurbüros bereits seit vielen Jahrzehnten angeboten, hat jedoch erst im Zuge der Digitalisierung (Internet basiertes Monitoring) eine nennenswerte Marktbekanntheit erreicht.
Beim Heizungsmonitoring erfolgt üblicherweise eine Bestandsaufnahme vor Ort zur Bewertung der Ist-Situation. Die Analyse der gemessenen Verbrauchswerte kann Energiesparpotenziale erschließen. Meist werden konkrete Maßnahmen empfohlen, die eine Effizienzverbesserung typischerweise von etwa zehn Prozent ermöglichen.
Für Heizungsmonitoring bei Altbauten, ein Bereich, in dem viel Heizungsenergie benötigt wird und häufig ein hoher Optimierungsbedarf besteht, wurde das Projekt E-MonAut beim Fraunhofer-Institut für Optronik, Systemtechnik und Bildauswertung aufgesetzt. Ziel ist ein optimiertes Monitoring und eine an den prognostizierten Bedarf der Bewohner automatisch angepasste Heizwasserbereitstellung.
Im Zuge der Implementierung von Energiemanagementsystemen sind verstärkt nachhaltige Möglichkeiten zur Realisierung von Optimierungspotentialen gefragt. Mit Heizungsmonitoring ist das bei der Mehrzahl Heizanlagen möglich. Heizungsmonitoring ist eine aktuell noch relativ unbekannte Energiedienstleistung (EDL), die sich aber bereits bei einigen größeren Energieversorgern im Angebotsspektrum befindet oder von darauf spezialisierten Dienstleistern angeboten wird.
Für Heizungsmonitoring gibt es Weiterbildungsangebote im Rahmen von Workshops Energiemanagement DIN ISO 50001 und Energieaudit DIN EN 16247.